# Historiographie de l'histoire de la guerre
Profondément ancrée dans le passé humain et toujours actuelle, la guerre constitue un important champ de recherche en histoire. Le substantif guerre dérive du francique *werra qui signifie « troubles, dispute, désordres, querelles ». Cet ancien terme, qui a remplacé bellum du latin classique, appartient au vocabulaire du latin médiéval depuis au moins le IXe siècle. Des définitions très larges de la guerre peuvent être proposées en incluant les métaphores et/ou les expressions qui comprennent le mot. Mais en excluant ces figures de style et sens implicites, la guerre se caractérise avant tout « comme un conflit armé à grande échelle opposant au moins deux groupes humains : tribus, villes, communautés, mouvements politiques, États, empires, alliances, voire organisations internationales ».

## Définition
Au cours du temps, l’étude de la guerre a fortement évolué. Elle donne ainsi lieu à une riche historiographie, comprise comme l’écriture de l’histoire telle qu’elle se pratique depuis XIXe siècle, qui voit se développer une professionnalisation de la discipline. À cette époque, les travaux sur l’histoire de la guerre ne sont pas l’apanage des historiens, au contraire. Les militaires eux-mêmes la pratique, particulièrement en Allemagne où, à la fin du XIXe siècle, des départements d’histoire de la guerre sont rattachés au Grand État-Major. Ce dernier prétend assurer le monopole des recherches sur le domaine. Cette mainmise sur un champ historique complet est rapidement critiquée par des historiens universitaires, à l’instar de Hans Delbrück. Les États-Unis connaissent une situation relativement semblable, mais plus tardive. En effet, si les écrits de militaires dominent dès après la guerre de Sécession, l’histoire de la guerre ne se développe dans le monde académique qu’à partir des années 1930. Plus largement, le monde anglo-saxon parvient à allier les deux pôles grâce à une large place laissée à l’enseignement de l’histoire dans les académies militaires. Des historiens qui font autorité dans le domaine de l’histoire de la guerre y enseignent, comme John Keegan .
Pourtant, à la fin du XIXe siècle et au début du XXe siècle, l’histoire militaire est globalement déconsidérée dans le monde universitaire. Des historiens pointent du doigt le caractère réducteur des approches alors menées : études centrées sur l’échelle tactique, sur les grands généraux, sur le courage des armées… Le concept qui caractérise cet angle de recherche est celui de l’histoire-bataille. Contrairement à une assertion largement partagée chez les historiens, cette notion n’est pas forgée par l’école des Annales. Elle est en réalité inventée par Amans-Alexis Monteil qui, dans son Histoire des Français publiée entre 1830 et 1843, dénonce la tendance à ne considérer que l’événement au détriment des structures sociales ou économiques.
L’histoire des batailles connaît un renouveau dans les années 1970 grâce aux études de John Keegan. Dans ses travaux, il développe l’échelle du combattant individuel et dépasse donc cette histoire de la guerre événementielle si longtemps décriée. D’ailleurs, depuis une quarantaine d’années, l’historiographie comprend le concept de « nouvelle histoire-bataille ». Ce nouvel axe de recherche en histoire de la guerre inclut des thèmes variés : la définition de ce qu’est une bataille, la guerre vue d’en bas, l’étude de la violence, du genre, de la paix, des animaux en contexte guerrier… Certains ouvrages ambitionnent même de traiter l’ensemble de ces sujets. L’historiographie générale de l’histoire de la guerre se décline aussi en subdivisions propres à un conflit, comme l’historiographie de la Première Guerre mondiale ou l’historiographie de la Seconde guerre mondiale.

## Guerre et paix
La guerre et la paix sont, bien entendu, deux concepts associés. En théorie, la première commence là où la deuxième se termine, et inversement. En pratique, la situation peut s’avérer plus complexe. Par exemple, la guerre de Succession d’Espagne ne débute officiellement qu’en 1702, alors que des conflits ont déjà éclaté l’année précédente, et l’armistice du 11 novembre 1918 ne met pas véritablement fin à la Première Guerre mondiale. Ces cas de figure, loin d’être uniques, illustrent deux thématiques étudiées par les historiens de la guerre : celle de la préparation et de l’enclenchement des hostilités, celle de l’achèvement et de la sortie d’un conflit. Les deux thèmes apparaissent comme complémentaires. Cependant, ils n’occupent pas la même place dans l’historiographie de l’histoire de la guerre.
En effet, les recherches qui portent sur la fin d’un conflit armé émergent en premier lieu. Dès les années 1950, dans les pays anglo-saxons et en Allemagne, des Peace and conflict studies ou une Friedensforschung se développent dans le domaine des sciences sociales, bien que l’accent historique de ces recherches se manifeste plus tardivement. Les sujets d’études sont alors variés : retour des soldats, leur réintégration dans la société civile, la gestion des victimes, la mémoire des conflits…, et sont menés principalement par des contemporanéistes. En France, l’historien Jean-Pierre Bois, spécialiste reconnu de l’histoire de la guerre aux Temps modernes et à l’époque contemporaine, s’intéresse particulièrement au thème de la paix. Il a publié, outre de nombreux articles, un ouvrage entièrement consacré à cette thématique pour les années 1435-1878. Certains chercheurs abordent, entre autres, la sortie de la guerre pour un conflit ou un ensemble de conflits cohérent, comme Olivier Christin pour les guerres de religions. D’autres scientifiques optent pour une approche géographique.
Les historiens se sont intéressés aux entrées en guerre dans une perspective globale beaucoup plus récemment, mis part ceux travaillant sur la Grande Guerre. En France, le premier colloque dédié à ce sujet s’organise à Paris en novembre 2014. De nouveau, la majorité des participants sont des contemporanéistes (les contributions portent principalement sur la Grande Guerre, à côté de quelques interventions sur la période révolutionnaire). En 2017, un deuxième colloque se tient à Nantes. Son axe de réflexion se focalise sur le passage de la paix à la guerre, dans une période s’étirant du XVIe siècle à la fin du Premier Empire. Cette réunion scientifique donne lieu à une publication, parue en 2018.

## Histoire de la pensée de la guerre
Si les hommes se font la guerre depuis des millénaires, celle-ci est régie par des règlements particuliers reconnus comme contraignants par les belligérants. Règlementer la guerre demande par conséquent une théorisation pouvant inspirer les générations futures. 
Les réflexions autour de la guerre et de sa légitimité remontent à l’Antiquité, notamment avec Platon, Aristote et Cicéron. Ce n’est cependant qu’à partir du Moyen Âge qu’on voit apparaître la volonté de produire un droit pouvant régir les conflits armés. À ce moment, l’Église se montre particulièrement désireuse de réduire les violences entre les fidèles. On discute alors autour du caractère juste de la guerre. Saint Augustin constitue l’une des figures les plus importantes de ce mouvement, à tel point qu’il est vu par certains comme étant à l’initiative de la guerre juste. Au XIIIe siècle, dans sa Somme Théologique, Thomas d’Aquin affirme que c’est la légalité de l’affrontement et ses conditions qui permettent d’opérer une distinction entre guerre juste et injuste.
Avec l’émergence de l’État régalien à la fin du Moyen Âge, les auteurs redéfinissent le droit de la guerre au sens large : droit de se défendre, droit de faire la guerre et droit de mener des conquêtes.
Les théoriciens militaires du XVIe siècle sont les premiers à se tourner vers le passé afin de nourrir leurs ouvrages. Période de l’Humanisme, le XVIe siècle constitue le terreau fertile des réflexions autour de la manière de réglementer la guerre. Machiavel, qui a écrit L’Art de la guerre entre 1519 et 1520, fait partie des acteurs les plus importants de l’historiographie de ce temps.
Le siècle suivant est quant à lui caractérisé par la théorisation du droit de la guerre. En 1625, Hugo Grotius conçoit la légitimité de la guerre mais aussi l’absence d’autorité supérieure aux États en matière de guerre. Selon lui, la guerre doit être juste, d’où la production d’un Droit spécifique. Par sa pensée, Grotius prend ainsi distance avec Machiavel. Cependant, tous ne s’accordent pas sur la légalité du conflit. On observe effectivement l’émergence d’un débat autour de la légitimité de la guerre qui perdure jusqu’au XXe siècle.
Au XVIIIe siècle, c’est la période antique qui apparait comme le modèle à suivre. Ce retour à l’Antiquité caractérise de nombreux domaines dont celui du militaire. Si cette tendance prend place durant le XVIIIe siècle, c’est bien le chevalier de Folard qui en est à l’origine. En effet, ce dernier publie, entre 1727 et 1730, ses Commentaires de l’Histoire de Polybe en six volumes. Si l’on mentionne cet auteur c’est pour son influence sur la production historiographique autour de la théorisation de la guerre dans les décennies qui suivent. Ainsi, citons la publication en 1762 des Mémoires militaires sur les Anciens par Maubert de Gouvest ou encore l’édition d’ouvrages commentant Énée le Tacticien, Végèce – auteur le plus lu par les Anciens –, César et Xénophon. L’influence du chevalier de Folard est telle que les théoriciens militaires qui ne se réfèrent aucunement à la période antique constituent une minorité.
Au XIXe siècle en Prusse, l’étude de l’Antiquité sert plutôt à montrer les limites stratégiques des batailles anciennes afin d’empêcher leur réitération.
Un changement majeur s’opère au siècle suivant à la suite des deux guerres mondiales. En effet, ces dernières influencent la codification de la guerre dans le sens d’un bannissement a posteriori de divers usages constatés (gaz ; traitement des prisonniers, blessés et des malades ; armes bactériologiques) voire d’un renoncement de la guerre (initié par le pacte Briand-Kellog et repris par l’ONU).
Aujourd’hui, les conflits qui servent de base à l’appréhension des guerres futures sont les plus récents, contrairement aux théoriciens militaires anciens. La spécificité du XXe siècle (et a fortiori du XXIe siècle) est aussi de voir une mutation de la guerre. Effectivement, depuis la fin de la Seconde Guerre mondiale, mais surtout à partir de la guerre froide, on constate une augmentation des conflits non internationaux et, a contrario, une diminution des conflits internationaux dits « traditionnels ». 

## Guerre et économie
Traitées ensemble, la guerre et l’économie sont en règle générale étudiées soit par des historiens, soit par des économistes ; les uns n’excluant pas forcément les autres.
Il existe principalement deux angles d’approche. D’une part, certains scientifiques s’intéressent aux conséquences économiques qui découlent d’un contexte de conflit armé, tout autant lors d’une guerre qu’après un traité de paix qui y fait suite. D’autre part, des chercheurs concentrent leurs recherches sur la guerre économique dans l’histoire.
Contrairement à ce deuxième thème – et à d’autres subdivisions de cette notice – le premier ne constitue pas un sous champ bien défini de l’historiographie de l’histoire de la guerre. En effet, les études qui analysent les bouleversements économiques lors d’un conflit prennent souvent la forme d’un chapitre d’un livre ou d’une section d’un article qui abordent dans une perspective plus globale une guerre ou un ensemble de conflits. Par exemple, dans son ouvrage Les affres de la guerre sous Louis XIV, Jean-Pierre Rorive dédie un chapitre aux effets des guerres du Roi-Soleil sur l’économie de la principauté ecclésiastique de Liège, le champ géographique du livre.

## Guerre vue du bas
Si l’histoire de la guerre est une thématique séculaire, ce n’est qu’au XXe siècle que les historiens s’intéressent à ce qui compose « la masse ». Afin de cerner correctement son sujet, cette partie de la notice se focalise essentiellement sur l’espace ouest-européen. 
Jusqu’à la Première Guerre mondiale, l’histoire militaire est un thème de choix dans les sociétés. Permettant de créer ou de renforcer une identité, elle est rapidement mise au service du pouvoir. Au XIXe siècle, l’histoire des batailles apparait comme le sujet phare dans les écoles de guerre des puissances européennes (Prusse et France d’abord, Angleterre ensuite). L’objectif est d’apprendre des conflits précédents – notamment des défaites – afin de perfectionner sa stratégie. Citons entre autres le théoricien français Charles Ardant du Picq – qui influencera l’historiographie du siècle suivant – et ses Études sur le combat (1880) ou encore l’Allemand Hans Delbrück et son Histoire de la guerre.
À partir de 1929, l’histoire de la guerre est en proie aux critiques de l’École des Annales. On l’accuse notamment de ne faire le récit que des grands évènements et de ne s’intéresser qu’aux personnages principaux. L’instrumentalisation de l’histoire militaire par le pouvoir afin d'encourager le nationalisme nourrit davantage le réquisitoire. Prenant l’étiquette péjorative « d’histoire-bataille », l’histoire militaire passe ainsi au second plan. Cette prise de distance avec le domaine militaire est notamment favorisée par les traumatismes et malaises nés des deux guerres mondiales du XXe siècle. Comme précisé plus haut, dire que la prise de position des Annales face à l’histoire-bataille est la première contestation serait inexacte. Effectivement, déjà un siècle auparavant, dans les années 1830, diverses critiques sont émises par Monteil – qui parle déjà « d’histoire-bataille » – contre une histoire jugée académique. Cette critique n’est pas indépendante d’un contexte particulier : après la Révolution, l’attrait du lecteur va au roman historique, forme de roman dont la sensibilité est l’un des fondements.
Jusqu’aux années 1960, l’histoire militaire subsiste notamment grâce aux travaux du Comité d’histoire de la Seconde Guerre mondiale, voire pour l’intérêt qu’elle comporte aux yeux des études socio-culturelles.
Les tensions entre historiens militaires et antimilitaristes dans le courant des années 1970 participe à la stigmatisation de cette part de l’histoire, tandis que les études historiques se focalisent sur les sociétés.
Les nouvelles thématiques et pistes de recherches d’après-guerre permettent à l’histoire militaire de capter à nouveau l’intérêt des historiens. Le renouveau du thème militaire s’opère notamment grâce à l’attention particulière qu’elle porte sur les approches par le bas. Prenant en compte les critiques des décennies précédentes, les historiens militaires n’abordent effectivement plus la guerre par le haut mais par les individus composant la masse. À cela s’ajoute le souci de l’interdisciplinarité prônée par les Annales,. Ce renouvellement se fait progressivement à partir de la fin des années 1970 et se poursuit jusqu’à aujourd’hui. L’un des représentants du renouveau de l’histoire militaire est John Keegan et son ouvrage Anatomie de la bataille paru en 1976. Il est également nécessaire de souligner l’influence considérable de Paul Fussell dans le domaine. La résurgence du thème militaire permet de jeter un regard neuf sur des évènements largement connus. Ainsi, l’ouvrage de Christopher R. Browning publié en 1992 et s’intitulant Ordinary Men: Reserve Police Battalion 101 and the Final Solution in Poland remet en question l’implication de l’armée régulière allemande dans les crimes commis sur le front de l’Est durant l’Opération Barbarossa. Par son ouvrage, l’auteur met fin au mythe selon lequel les crimes perpétrés contre les ennemis du IIIe Reich à l’Est n’avaient été commis que par des unités SS. L’étude de la thématique militaire par le bas a notamment permis l’émergence de travaux sur la psychologie du combattant et le comportement du soldat en général. À titre d’exemple, Stéphane Audoin-Rouzeau interroge la violence du combattant durant les deux conflits mondiaux.

## Guerre et genre
L’histoire du genre, champ historiographique en grande partie développé par les Gender Studies, est un thème récent dans l’étude de l’histoire et de ses multiples facettes. Ainsi, les premiers cours sur l’histoire des femmes ont eu lieu dans la première moitié de cette décennie. Toutefois, les prémices des études liant genre et guerre ont commencé un peu plus tôt, au cours des années 1970. Le développement de cette thématique à cette période précise n’est pas anodin. En effet, il s’agit de la décennie au cours de laquelle les femmes ont réellement commencé à disposer de plus de droits dans la société. Cette notice se concentre exclusivement sur l'historiographie produite pour les deux Guerres mondiales.
Au cours de cette décennie riche dans le renouvellement du champ historiographique lié à la guerre, les historiens ont commencé à remettre en cause la vision traditionnelle qu’on avait de cet événement, à savoir un phénomène entièrement masculin et élitiste. Cette remise en question se développe en Amérique du Nord et en Europe tout au long des années 1970 et 1980. Le but de ce premier courant historiographique est d’ouvrir la thématique « histoire de la guerre » aux figures féminines, de manière individuelle ou collective, mais aussi à toutes les autres classes sociales. Bref « d’étudier la guerre au féminin » afin de « rendre visibles les femmes du passé ». Pour ce faire, cette première approche se développe essentiellement à travers quatre sous thématiques ; les épreuves traversées, les mobilisations (au travail ou ailleurs), les engagements ou choix politiques et l’usage du féminin dans la propagande des États. L’ouvrage représentatif de ce premier courant historiographique est Les Femmes au temps de la guerre de 14 de Françoise Thébaud, auteure de textes fondamentaux sur l’histoire des femmes, paru en 1986.
Cette première période historiographique dans l’étude des liens entre genre et guerre, en plus d’être unie autour de thèmes de recherches précis, est dominée par la problématique occidentale du rôle des guerres dans le processus d’émancipation des femmes. Sur la réponse à apporter à cette question, on peut diviser les deux décennies. Les historiens des années 1970, essentiellement les Anglais et dans une moindre mesure les Français, affirment l’existence d’un lien évident entre la guerre et l’émancipation des femmes. Au contraire, les chercheurs des années 1980 mettent en avant le caractère provisoire ou superficiel des changements causés par les guerres et affirment que la guerre est un événement conservateur.
Ensuite, les années 1990 sont le théâtre d’un renouvellement encore plus marqué de ce champ historiographique par le retour de la guerre sur le sol européen, en ex-Yougoslavie. Cela amène encore plus de chercheurs à penser, voire à repenser, des questions liées aux guerres antérieures. On assiste également à une modification de la problématique principale. De la question de l’émancipation, la focale est désormais placée sur les violences causées par les guerres et se traduit par des questionnements sur la cruauté, les violences sexuées et sexuelles, l’anthropologie du soldat, les moyens de sortie de guerre et leurs conséquences, etc. Toutes ces thématiques seront de plus en plus exploitées durant les années 2000, comme le montre le nombre important de parutions sur les thèmes cités précédemment, notamment sur les violences faites aux femmes en temps de guerre. De plus, en Allemagne, en France, en Grande-Bretagne, mais aussi en Italie, aux États-Unis et au Canada, on assiste à la multiplication d’études sur les quatre thématiques des décennies précédentes mais en renouvelant leur champ d’application. Les chercheurs ont à la fois envisagé l’échelle nationale, régionale et locale.
Malgré un certain détachement vis-à-vis de la question de l’émancipation, les historiens ont continué à y réfléchir et sont revenus sur les deux conclusions fortement opposées de leurs prédécesseurs. Ainsi, ils estiment que les deux Guerres mondiales sont une époque de transition qui permet, à terme, l’émancipation des femmes.

## Guerre et animaux
L’histoire animale est une thématique récente dans l’historiographie. Elle s’inscrit dans le courant des Environmental studies, un programme d’étude développé au cours des années 1950 aux États-Unis. Ainsi, toute étude historique ayant pour sujet la question animale a comme terminus post quem cette limite chronologique. Afin de réaliser une notice cohérente, la focale sera mise sur l'historiographie des deux Guerres mondiales.
La thématique plus précise liant les animaux à la guerre, sujet historique par excellence durant des siècles, est encore plus récente, si on ne compte pas les hommages réalisés dès les années 1930 par les vétérans de la Grande Guerre à leurs compagnons de galère, comme l’illustre l’ouvrage de Fernand Gazin intitulé La Cavalerie française dans la guerre mondiale, 1914-1918 et paru en 1930. Mis à part ces quelques cas exceptionnels, les historiens ont commencé à s’intéresser véritablement aux animaux en guerre à partir des années 1970, dans un contexte fort marqué par un intérêt de plus en plus prononcé pour la nature. De fait, certains historiens, comme Emmanuel Le Roy Ladurie, pensent que « c'est mutiler l'historien que d'en faire seulement un spécialiste en humanité ». Cet essor se marque d’abord dans les pays anglo-saxons avant d’arriver en Europe continentale au cours des années 1990. La tendance se renforce encore durant les années 2000, comme en témoigne, entre autres, le nombre important de publications scientifiques éditées sur les chevaux durant les deux Guerres mondiales. Cette ouverture du champ historiographique lié à la guerre est le témoin d’un questionnement social grandissant.
Au sein même de la question animale en temps de guerre, différentes sous thématiques ont été étudiées, toujours en partant de l’Homme. Effectivement, les historiens professionnels traitent de l’utilisation des animaux durant les guerres, de la représentation qu’en ont fait les soldats, ou encore du soutien que les animaux leur ont apporté, et ce, à travers des ouvrages qui se concentrent sur une ou plusieurs espèces. Bien évidemment, les espèces les plus proches des hommes (chiens et chevaux) ont été les premières étudiées. Néanmoins, le champ historiographique s'ouvre progressivement aux autres espèces mises à contribution, comme par exemple les pigeons, les ânes, mulets ou bœufs, mais également d'autres espèces plus atypiques sur un champ de bataille comme les éléphants, les chameaux ou certains mammifères marins. Les Anglais et Italiens ont même accentué la focale sur les conditions de vie de ces animaux au cours des guerres. Si cette approche anthropocentrique est naturellement la plus intuitive pour les chercheurs, permettant d’aborder ces liens uniques et particuliers entre hommes et animaux, elle est toutefois assez obsolète pour comprendre le point de vue animal.
Ainsi, très récemment, l’historiographie associant animaux et guerre a connu un nouveau tournant dont le pilier est Éric Baratay. Les ouvrages de ce dernier se concentrent sur le vécu des animaux durant les guerres, comme l’illustre le livre Bêtes des tranchées, des vécus oubliés, édité en 2013. Ses travaux se singularisent par une écriture qui adopte le point de vue, non pas des hommes, mais des animaux.
Bien que récente, l’historiographie qui mêle guerre et animaux est déjà riche, tant par le nombre d’ouvrages parus sur le sujet que par la diversité des approches envisagées, et a encore de l'avenir vu que les animaux sont encore utilisés dans un cadre militaire de nos jours, aussi bien sur le front que pour effectuer des tests.

## Guerre et environnement
Le développement de l’histoire environnementale s’inscrit dans le courant des Environmental studies, un programme d’étude développé au cours des années 1950 aux États-Unis. Encore une fois, il s’agit d’une thématique récente dans l’historiographie de la guerre. Depuis ces années, cette branche de la recherche s’est fortement développée, comme en témoigne l’étendue des recherches sur l’environnement.
La thématique plus précise liant l’environnement et la guerre n’a pas encore été beaucoup étudiée jusqu’à présent. En effet, seuls quelques ouvrages ont été publiés sur ce sujet. Ces recherches étudient deux axes principaux. Tout d’abord, certains chercheurs ont étudié les conséquences des guerres sur l’environnement, principalement sur la Grande Guerre pour son centenaire. Ensuite, d’autres chercheurs ont étudié l’influence de l’environnement sur les guerres, comme l’a fait Jules Metz dans son ouvrage Le Temps, stratège des batailles.
Malgré le peu de recherches effectuées sur ce sujet jusqu’à aujourd’hui, ce thème continue à être exploré et nul doute qu'il sera de plus de plus étudié durant les prochaines années.  
 

## Guerre et représentation dans l'art
Depuis des millénaires, les hommes se confrontent les uns aux autres. Parallèlement aux affrontements souvent meurtriers, les hommes représentent les guerres auxquelles ils participent. Même si les illustrations varient en forme (peinture, gravure, dessin, sculpture mais aussi photographie…), il convient, pour cet article, de se concentrer essentiellement sur les représentations picturales de la guerre. 
Au Moyen Âge et durant la Renaissance, le support apprécié pour recevoir une image de la guerre est le tissu. Souples et transportables, les tapisseries suivent leurs propriétaires lors de leurs déplacements. Comme pour de nombreux phénomènes, le passage d’une époque à l’autre – du Moyen Âge aux Temps modernes dans ce cas – n’est pas instantané. De fait, la guerre reste soumise aux pratiques de la chevalerie dans le cours de l’époque médiévale et semble confuse pour les artistes de la Renaissance. Ainsi, il n’est pas étonnant de constater la faible production de peintures représentant la bataille au moment où la recherche de l’ordre devient une condition sine qua non. Voulant faire de l’exactitude historique son levier, la peinture bataille du XVIe siècle s’est rapidement soumise à des règles trop strictes empêchant tout renouvellement du genre.
Au XVIIe siècle, les peintures d’histoire ayant la guerre comme thématique rencontrent un succès non négligeable auprès des plus puissants (rois, princes et seigneurs) qui les exposent dans des galeries. L’abandon de ces dernières au siècle suivant conduit les élites à exposer leurs toiles dans leurs salons. La volonté d’exposer ses triomphes militaires est telle qu’elle conduit Louis XIV à engager un peintre qui puisse le suivre sur les différents théâtres d’opération. Van der Meulen devient ainsi le premier peintre spécialisé de France.
En analysant les toiles à thématique militaire de la première moitié du XVIIIe siècle, on pourrait naïvement croire que la guerre entre dans une phase moins violente. Les peintres proposent effectivement des compositions douces, des scènes claires et calmes censées illustrer les conflits. À l’instar de Watteau, nombre d’artistes placent ainsi les soldats dans une « aventure sans danger ». Ce refus d’illustrer la violence témoigne en fait de la volonté, depuis la fin du XVIIe siècle, de condamner la guerre vue comme irrationnelle dans un siècle « éclairé ». Les artistes qui partagent cette psychologie appartiennent au style de « la peinture de bataille générique ». Toujours présents au XVIIIe siècle, les conflits armés s’étendent (guerre de Sept Ans) et tendent à se brutaliser (développement des armes comme le fusil à silex prussien).
Le courant de la peinture de bataille générique s’épuise à partir de la Révolution française et ne sera plus poursuivi au XIXe siècle. De fait, conscient du rôle qu’ils peuvent avoir dans la société, les hommes ne conçoivent plus la guerre comme étant un art décoratif, engendrant ainsi une rupture avec la pensée d’Ancien Régime.
La rupture de la représentation de la guerre dans l’art est d’autant plus marquée lors de la Première Guerre mondiale, lorsque les peintres participent au tableau qu’ils souhaitent produire. Vivant dans les conditions bien connues des tranchées, les artistes représentent la guerre avec des croquis, par le moyen de caricatures mais elle apparaît également sur les photographies ainsi que dans les films tournés pour les armées. Cette présence des artistes dans les tranchées induit une réduction drastique de leur compréhension et, a fortiori, de ce qu’ils sont en mesure de représenter. Il existe un autre point de rupture par rapport à la représentation de la guerre des siècles précédents : l’industrialisation du conflit. Ce phénomène, d’une ampleur inégalée, met à mal tout point de repère possible pour l’artiste, compliquant davantage sa capacité à illustrer ce qui l’entoure. La violence du premier conflit mondial est rappelée dans le second et chamboule encore les êtres humains, notamment lorsque Little Boy montre à lui seul le potentiel de destruction de la guerre.